# Adrià Català
Adrià Català Bernal (Reus, 16 gennaio 1994) è un hockeista su pista spagnolo, portiere del Grosseto.

## Palmarès

### Club

#### Competizioni nazionali
- Coppa Italia: 1

Amatori Lodi: 2015-2016
- Supercoppa italiana: 1

Amatori Lodi: 2016
- Campionato italiano: 2

Amatori Lodi: 2016-2017, 2017-2018